# Großer Preis der DDR (Motorrad)
Der Große Preis der DDR für Motorräder war ein Motorradrennen, das zwischen 1958 und 1977 auf dem damals noch 8,7 km langen Straßenkurs des Sachsenrings bei Hohenstein-Ernstthal ausgetragen wurde. Von 1961 bis 1972 zählte der Große Preis der DDR zur Motorrad-Weltmeisterschaft, wie auch der (damals westdeutsche) Große Preis von Deutschland.
Die Rennen lockten jährlich hunderttausende Zuschauer an. Nachdem 1971 der Westdeutsche Dieter Braun den 250er-Lauf gewonnen hatte und von den Zuschauern frenetisch gefeiert worden war, insbesondere beim Abspielen der (west-)deutschen Nationalhymne, stand das Rennen ab 1973 nur noch Startern aus dem Ostblock offen und verlor seinen WM-Status.
Ab 1978 trug die Veranstaltung dann nur noch das Prädikat Großer Preis des ADMV der DDR.
Rekordsieger ist der Italiener Giacomo Agostini der insgesamt zehn Mal, immer auf MV Agusta, siegreich war.

## Statistik

### Von 1958 bis 1960
| Auflage | Jahr | Strecke     | Klasse   | Sieger                                 |
| ------- | ---- | ----------- | -------- | -------------------------------------- |
| 1       | 1958 | Sachsenring | 125 cm³  | Ernst Degner (MZ)                      |
| 1       | 1958 | Sachsenring | 250 cm³  | Horst Fügner (MZ)                      |
| 1       | 1958 | Sachsenring | 350 cm³  | Luigi Taveri (Norton)                  |
| 1       | 1958 | Sachsenring | 500 cm³  | Dickie Dale (BMW)                      |
| 1       | 1958 | Sachsenring | Gespanne | Walter Schneider / Hans Strauß (BMW)   |
|         |      |             |          |                                        |
| 2       | 1959 | Sachsenring | 125 cm³  | Werner Musiol (MZ)                     |
| 2       | 1959 | Sachsenring | 250 cm³  | Gary Hocking (MZ)                      |
| 2       | 1959 | Sachsenring | 350 cm³  | John Hempleman (Norton)                |
| 2       | 1959 | Sachsenring | 500 cm³  | Gary Hocking (Norton)                  |
| 2       | 1959 | Sachsenring | Gespanne | Florian Camathias / Hilmar Cecco (BMW) |
|         |      |             |          |                                        |
| 3       | 1960 | Sachsenring | 125 cm³  | Ernst Degner (MZ)                      |
| 3       | 1960 | Sachsenring | 250 cm³  | John Hempleman (MZ)                    |
| 3       | 1960 | Sachsenring | 350 cm³  | Jim Redman (Norton)                    |
| 3       | 1960 | Sachsenring | 500 cm³  | John Hempleman (Norton)                |
| 3       | 1960 | Sachsenring | Gespanne | Florian Camathias / Roland Föll (BMW)  |

### Von 1961 bis 1972
| Auflage | Jahr | Strecke     | Klasse  | Sieger                       | Zweiter                           | Dritter                            | Schn. Rennrunde              |
| ------- | ---- | ----------- | ------- | ---------------------------- | --------------------------------- | ---------------------------------- | ---------------------------- |
| 4       | 1961 | Sachsenring | 125 cm³ | Ernst Degner (MZ)            | Tom Phillis (Honda)               | Kunimitsu Takahashi (Honda)        | Kunimitsu Takahashi (Honda)  |
| 4       | 1961 | Sachsenring | 250 cm³ | Mike Hailwood (Honda)        | Jim Redman (Honda)                | Kunimitsu Takahashi (Honda)        | Mike Hailwood (Honda)        |
| 4       | 1961 | Sachsenring | 350 cm³ | Gary Hocking (MV Agusta)     | Bob McIntyre (Bianchi)            | František Šťastný (Jawa)           | Gary Hocking (MV Agusta)     |
| 4       | 1961 | Sachsenring | 500 cm³ | Gary Hocking (MV Agusta)     | Mike Hailwood (Norton)            | Bert Schneider (Norton)            | Gary Hocking (MV Agusta)     |
|         |      |             |         |                              |                                   |                                    |                              |
| 5       | 1962 | Sachsenring | 50 cm³  | Jan Huberts (Kreidler)       | Mitsuo Itō (Suzuki)               | Hugh Anderson (Suzuki)             | Jan Huberts (Kreidler)       |
| 5       | 1962 | Sachsenring | 125 cm³ | Luigi Taveri (Honda)         | Jim Redman (Honda)                | Hans Fischer (MZ)                  | Luigi Taveri (Honda)         |
| 5       | 1962 | Sachsenring | 250 cm³ | Jim Redman (Honda)           | Mike Hailwood (MZ)                | Werner Musiol (MZ)                 | Mike Hailwood (MZ)           |
| 5       | 1962 | Sachsenring | 350 cm³ | Jim Redman (Honda)           | Mike Hailwood (MV Agusta)         | Tommy Robb (Honda)                 | Jim Redman (Honda)           |
| 5       | 1962 | Sachsenring | 500 cm³ | Mike Hailwood (MV Agusta)    | Alan Shepherd (Matchless)         | Bert Schneider (Norton)            | Mike Hailwood (MV Agusta)    |
|         |      |             |         |                              |                                   |                                    |                              |
| 6       | 1963 | Sachsenring | 125 cm³ | Hugh Anderson (Suzuki)       | Alan Shepherd (MZ)                | Bert Schneider (Suzuki)            | Hugh Anderson (Suzuki)       |
| 6       | 1963 | Sachsenring | 250 cm³ | Mike Hailwood (MZ)           | Alan Shepherd (MZ)                | Jim Redman (Honda)                 | Mike Hailwood (MZ)           |
| 6       | 1963 | Sachsenring | 350 cm³ | Mike Hailwood (MV Agusta)    | Luigi Taveri (Honda)              | Jim Redman (Honda)                 | Mike Hailwood (MV Agusta)    |
| 6       | 1963 | Sachsenring | 500 cm³ | Mike Hailwood (MV Agusta)    | Derek Minter (Gilera)             | Alan Shepherd (Matchless)          | Mike Hailwood (MV Agusta)    |
|         |      |             |         |                              |                                   |                                    |                              |
| 7       | 1964 | Sachsenring | 125 cm³ | Hugh Anderson (Suzuki)       | Luigi Taveri (Honda)              | Jim Redman (Honda)                 | Hugh Anderson (Suzuki)       |
| 7       | 1964 | Sachsenring | 250 cm³ | Phil Read (Yamaha)           | Jim Redman (Honda)                | Bruce Beale (Honda)                | Phil Read (Yamaha)           |
| 7       | 1964 | Sachsenring | 350 cm³ | Jim Redman (Honda)           | Gustav Havel (Jawa)               | Mike Duff (A.J.S.)                 | Jim Redman (Honda)           |
| 7       | 1964 | Sachsenring | 500 cm³ | Mike Hailwood (MV Agusta)    | Mike Duff (Matchless)             | Paddy Driver (Matchless)           | Mike Hailwood (MV Agusta)    |
|         |      |             |         |                              |                                   |                                    |                              |
| 8       | 1965 | Sachsenring | 125 cm³ | Frank Perris (Suzuki)        | Dieter Krumpholz (MZ)             | Derek Woodman (MZ)                 | Frank Perris (Suzuki)        |
| 8       | 1965 | Sachsenring | 250 cm³ | Jim Redman (Honda)           | Phil Read (Yamaha)                | Derek Woodman (MZ)                 | Jim Redman (Honda)           |
| 8       | 1965 | Sachsenring | 350 cm³ | Jim Redman (Honda)           | Derek Woodman (MZ)                | Gustav Havel (Jawa)                | Giacomo Agostini (MV Agusta) |
| 8       | 1965 | Sachsenring | 500 cm³ | Mike Hailwood (MV Agusta)    | Giacomo Agostini (MV Agusta)      | Paddy Driver (Matchless)           | Mike Hailwood (MV Agusta)    |
|         |      |             |         |                              |                                   |                                    |                              |
| 9       | 1966 | Sachsenring | 125 cm³ | Luigi Taveri (Honda)         | Yoshimi Katayama (Suzuki)         | Bill Ivy (Yamaha)                  | Luigi Taveri (Honda)         |
| 9       | 1966 | Sachsenring | 250 cm³ | Mike Hailwood (Honda)        | Phil Read (Yamaha)                | Mike Duff (Yamaha)                 | Mike Hailwood (Honda)        |
| 9       | 1966 | Sachsenring | 350 cm³ | Giacomo Agostini (MV Agusta) | František Šťastný (Jawa)          | Gustav Havel (Jawa)                | Giacomo Agostini (MV Agusta) |
| 9       | 1966 | Sachsenring | 500 cm³ | František Šťastný (Jawa-ČZ)  | Jack Findlay (McIntyre-Matchless) | Jack Ahearn (Norton)               | Giacomo Agostini (MV Agusta) |
|         |      |             |         |                              |                                   |                                    |                              |
| 10      | 1967 | Sachsenring | 125 cm³ | Bill Ivy (Yamaha)            | Phil Read (Yamaha)                | Stuart Graham (Suzuki)             | Bill Ivy (Yamaha)            |
| 10      | 1967 | Sachsenring | 250 cm³ | Phil Read (Yamaha)           | Bill Ivy (Yamaha)                 | Ralph Bryans (Honda)               | Phil Read (Yamaha)           |
| 10      | 1967 | Sachsenring | 350 cm³ | Mike Hailwood (Honda)        | Giacomo Agostini (MV Agusta)      | Derek Woodman (MZ)                 | Giacomo Agostini (MV Agusta) |
| 10      | 1967 | Sachsenring | 500 cm³ | Giacomo Agostini (MV Agusta) | John Hartle (Métisse-Matchless)   | Jack Findlay (McIntyre-Matchless)  | Giacomo Agostini (MV Agusta) |
|         |      |             |         |                              |                                   |                                    |                              |
| 11      | 1968 | Sachsenring | 125 cm³ | Phil Read (Yamaha)           | Bill Ivy (Yamaha)                 | Günter Bartusch (MZ)               | Bill Ivy (Yamaha)            |
| 11      | 1968 | Sachsenring | 250 cm³ | Bill Ivy (Yamaha)            | Phil Read (Yamaha)                | Heinz Rosner (MZ)                  | Phil Read (Yamaha)           |
| 11      | 1968 | Sachsenring | 350 cm³ | Giacomo Agostini (MV Agusta) | Heinz Rosner (MZ)                 | Kel Carruthers (Métisse-Aermacchi) | Giacomo Agostini (MV Agusta) |
| 11      | 1968 | Sachsenring | 500 cm³ | Giacomo Agostini (MV Agusta) | Alberto Pagani (Linto)            | Jack Findlay (McIntyre-Matchless)  | Giacomo Agostini (MV Agusta) |
|         |      |             |         |                              |                                   |                                    |                              |
| 12      | 1969 | Sachsenring | 50 cm³  | Ángel Nieto (Derbi)          | Santiago Herrero (Derbi)          | Aalt Toersen (Kreidler)            | Santiago Herrero (Derbi)     |
| 12      | 1969 | Sachsenring | 125 cm³ | Dave Simmonds (Kawasaki)     | Heinz Kriwanek (Rotax)            | Friedhelm Kohlar (MZ)              | Dieter Braun (Suzuki)        |
| 12      | 1969 | Sachsenring | 250 cm³ | Renzo Pasolini (Benelli)     | Santiago Herrero (OSSA)           | Heinz Rosner (MZ)                  | Renzo Pasolini (Benelli)     |
| 12      | 1969 | Sachsenring | 350 cm³ | Giacomo Agostini (MV Agusta) | Rodney Gould (Yamaha)             | Heinz Rosner (MZ)                  | Giacomo Agostini (MV Agusta) |
| 12      | 1969 | Sachsenring | 500 cm³ | Giacomo Agostini (MV Agusta) | Billie Nelson (Paton)             | Steve Ellis (Linto)                | Giacomo Agostini (MV Agusta) |
|         |      |             |         |                              |                                   |                                    |                              |
| 13      | 1970 | Sachsenring | 50 cm³  | Aalt Toersen (Jamathi)       | Jos Schurgers (Kreidler)          | Ángel Nieto (Derbi)                | Aalt Toersen (Jamathi)       |
| 13      | 1970 | Sachsenring | 125 cm³ | Ángel Nieto (Derbi)          | Dieter Braun (Suzuki)             | Börje Jansson (Maico)              | Ángel Nieto (Derbi)          |
| 13      | 1970 | Sachsenring | 250 cm³ | Rodney Gould (Yamaha)        | Silvio Grassetti (MZ)             | Kent Andersson (Yamaha)            | Kel Carruthers (Yamaha)      |
| 13      | 1970 | Sachsenring | 350 cm³ | Giacomo Agostini (MV Agusta) | Renzo Pasolini (Benelli)          | Kel Carruthers (Yamaha)            | Giacomo Agostini (MV Agusta) |
| 13      | 1970 | Sachsenring | 500 cm³ | Giacomo Agostini (MV Agusta) | John Dodds (Linto)                | Martin Carney (Kawasaki)           | Giacomo Agostini (MV Agusta) |
|         |      |             |         |                              |                                   |                                    |                              |
| 14      | 1971 | Sachsenring | 50 cm³  | Ángel Nieto (Derbi)          | Jan de Vries (Kreidler)           | Jos Schurgers (Kreidler)           | Ángel Nieto (Derbi)          |
| 14      | 1971 | Sachsenring | 125 cm³ | Ángel Nieto (Derbi)          | Barry Sheene (Suzuki)             | Börje Jansson (Maico)              | Ángel Nieto (Derbi)          |
| 14      | 1971 | Sachsenring | 250 cm³ | Dieter Braun (Yamaha)        | Rodney Gould (Yamaha)             | Phil Read (Yamaha)                 | Rodney Gould (Yamaha)        |
| 14      | 1971 | Sachsenring | 350 cm³ | Giacomo Agostini (MV Agusta) | Paul Smart (Yamaha)               | László Szabó (Yamaha)              | Giacomo Agostini (MV Agusta) |
| 14      | 1971 | Sachsenring | 500 cm³ | Giacomo Agostini (MV Agusta) | Keith Turner (Suzuki)             | Ernst Hiller (Kawasaki)            | Giacomo Agostini (MV Agusta) |
|         |      |             |         |                              |                                   |                                    |                              |
| 15      | 1972 | Sachsenring | 50 cm³  | Theo Timmer (Jamathi)        | Hans-Jürgen Hummel (Kreidler)     | Otello Buscherini (Malanca)        | Jan de Vries (Kreidler)      |
| 15      | 1972 | Sachsenring | 125 cm³ | Börje Jansson (Maico)        | Chas Mortimer (Yamaha)            | Kent Andersson (Yamaha)            | Ángel Nieto (Derbi)          |
| 15      | 1972 | Sachsenring | 250 cm³ | Jarno Saarinen (Yamaha)      | Renzo Pasolini (Aermacchi)        | Rodney Gould (Yamaha)              | Jarno Saarinen (Yamaha)      |
| 15      | 1972 | Sachsenring | 350 cm³ | Phil Read (MV Agusta)        | Renzo Pasolini (Aermacchi)        | Dieter Braun (Yamaha)              | Giacomo Agostini (MV Agusta) |
| 15      | 1972 | Sachsenring | 500 cm³ | Giacomo Agostini (MV Agusta) | Rodney Gould (Yamaha)             | Kim Newcombe (König)               | Giacomo Agostini (MV Agusta) |

### Von 1973 bis 1977
| Auflage | Jahr | Strecke     | Klasse  | Sieger                         |
| ------- | ---- | ----------- | ------- | ------------------------------ |
| 16      | 1973 | Sachsenring | 50 cm³  | Bedřich Fendrich (Ahra)        |
| 16      | 1973 | Sachsenring | 125 cm³ | Hartmut Bischoff (MZ-Eigenbau) |
| 16      | 1973 | Sachsenring | 250 cm³ | Bernd Tüngethal (MZ)           |
|         |      |             |         |                                |
| 17      | 1974 | Sachsenring | 50 cm³  | Günter Hilbig (Weser-Kreidler) |
| 17      | 1974 | Sachsenring | 125 cm³ | Jürgen Lenk (MZ)               |
| 17      | 1974 | Sachsenring | 250 cm³ | Frank Wendler (MZ)             |
|         |      |             |         |                                |
| 18      | 1975 | Sachsenring | 50 cm³  | Gernot Weser (Kreidler)        |
| 18      | 1975 | Sachsenring | 125 cm³ | Jürgen Lenk (MZ)               |
| 18      | 1975 | Sachsenring | 250 cm³ | János Drapál (Yamaha)          |
|         |      |             |         |                                |
| 19      | 1976 | Sachsenring | 50 cm³  | Bedřich Fendrich (Kreidler)    |
| 19      | 1976 | Sachsenring | 125 cm³ | Bernd Köhler (MZ)              |
| 19      | 1976 | Sachsenring | 250 cm³ | János Drapál (Yamaha)          |
|         |      |             |         |                                |
| 20      | 1977 | Sachsenring | 50 cm³  | Zbyněk Havrda (Kreidler)       |
| 20      | 1977 | Sachsenring | 125 cm³ | János Drapál (Morbidelli)      |
| 20      | 1977 | Sachsenring | 250 cm³ | Bohumil Staša (Jawa)           |

### Von 1978 bis 1989
| Jahr | Strecke     | Klasse              | Sieger                          |
| ---- | ----------- | ------------------- | ------------------------------- |
| 1978 | Sachsenring | 50 cm³              | Gernot Weser (unbekannt)        |
| 1978 | Sachsenring | 125 cm³             | Zbyněk Havrda (Morbidelli)      |
| 1978 | Sachsenring | 250 cm³             | János Drapál (Yamaha)           |
|      |             |                     |                                 |
| 1979 | Sachsenring | 50 cm³              | Gernot Weser (unbekannt)        |
| 1979 | Sachsenring | 125 cm³             | Wolfram Trabitzsch (MZ)         |
| 1979 | Sachsenring | 250 cm³             | José Lazo (Yamaha)              |
|      |             |                     |                                 |
| 1980 | Sachsenring | 50 cm³              | Gernot Weser (unbekannt)        |
| 1980 | Sachsenring | 125 cm³             | János Drapál (Morbidelli)       |
| 1980 | Sachsenring | 250 cm³             | János Drapál (Yamaha)           |
|      |             |                     |                                 |
| 1981 | Sachsenring | 50 cm³              | Miklos Boja (Kreidler)          |
| 1981 | Sachsenring | 125 cm³             | János Drapál (Morbidelli)       |
| 1981 | Sachsenring | 250 cm³             | János Drapál (Yamaha)           |
| 1981 | Sachsenring | 250-cm³-Einzylinder | Lutz Brandenburger (MZ-HB)      |
|      |             |                     |                                 |
| 1982 | Sachsenring | 50 cm³              | Gernot Weser (unbekannt)        |
| 1982 | Sachsenring | 125 cm³             | Roland Rentzsch (RR-Eigenbau)   |
| 1982 | Sachsenring | 250 cm³             | Károly Juhász (Yamaha)          |
| 1982 | Sachsenring | 250-cm³-Einzylinder | Lutz Brandenburger (MZ-HB)      |
|      |             |                     |                                 |
| 1983 | Sachsenring | 50 cm³              | Peter Verbič (Unior)            |
| 1983 | Sachsenring | 125 cm³             | János Drapál (MBA)              |
| 1983 | Sachsenring | 250 cm³             | Károly Juhász (Yamaha)          |
| 1983 | Sachsenring | 250-cm³-Einzylinder | Andreas Brandt (ČZ)             |
|      |             |                     |                                 |
| 1984 | Sachsenring | 50 cm³              | Maik Beelitz (BEMO-Eigenbau)    |
| 1984 | Sachsenring | 125 cm³             | Lajos Hagymási (Morbidelli)     |
| 1984 | Sachsenring | 250 cm³             | János Drapál (Yamaha)           |
| 1984 | Sachsenring | 250-cm³-Einzylinder | Joachim Holstein (HM)           |
|      |             |                     |                                 |
| 1985 | Sachsenring | 50 cm³              | Maik Beelitz (Eigenbau)         |
| 1985 | Sachsenring | 125 cm³             | Lajos Hagymási (MBA)            |
| 1985 | Sachsenring | 250 cm³             | János Szabó (Yamaha)            |
|      |             |                     |                                 |
| 1986 | Sachsenring | 50 cm³              | Reiner Liebe (Eigenbau)         |
| 1986 | Sachsenring | 80 cm³              | Jürgen Hofmann (S80)            |
| 1986 | Sachsenring | 125 cm³             | Roland Rentzsch (Rentzsch)      |
| 1986 | Sachsenring | 250 cm³             | Árpád Harmati (Yamaha)          |
| 1986 | Sachsenring | 250-cm³-Einzylinder | Wolfgang Endler (MZ-Eigenbau)   |
|      |             |                     |                                 |
| 1987 | Sachsenring | 50 cm³              | Thomas Müller (Eigenbau)        |
| 1987 | Sachsenring | 80 cm³              | Károly Juhász (Krauser)         |
| 1987 | Sachsenring | 125 cm³             | Lajos Hagymási (MBA)            |
| 1987 | Sachsenring | 250 cm³             | János Szabó (Yamaha)            |
| 1987 | Sachsenring | 250-cm³-Einzylinder | Michael Freudenberg (unbekannt) |
|      |             |                     |                                 |
| 1988 | Sachsenring | 50 cm³              | Thomas Müller (unbekannt)       |
| 1988 | Sachsenring | 80 cm³              | Károly Juhász (Krauser)         |
| 1988 | Sachsenring | 125 cm³             | Bogdan Nikolow (MBA)            |
| 1988 | Sachsenring | 250 cm³             | János Szabó (Yamaha)            |
| 1988 | Sachsenring | 250-cm³-Einzylinder | Uwe Wächtler (Eigenbau)         |
| 1988 | Sachsenring | 250-cm³-Einzylinder | Eduardo Cencano (MZ)            |
|      |             |                     |                                 |
| 1989 | Sachsenring | 80 cm³              | Bogdan Nikolow (Krauser)        |
| 1989 | Sachsenring | 125 cm³             | Bogdan Nikolow (MBA-RR)         |
| 1989 | Sachsenring | 250 cm³             | Lothar Neukirchner (Honda)      |
| 1989 | Sachsenring | 250-cm³-Einzylinder | Michael Freudenberg (MZ-H)      |
| 1989 | Sachsenring | 500 cm³             | Marjan Troliga (Suzuki)         |

## Verweise